# Natalja Osipowa
Natalja Pietrowna Osipowa (ros. Ната́лья Петро́вна О́сипова, ur. 15 maja 1986 roku w Moskwie) – rosyjska tancerka baletowa, obecnie występująca w londyńskim The Royal Ballet.

## Życiorys
Naukę baletu rozpoczęła w wieku ośmiu lat. W 1996 roku wstąpiła do Państwowej Moskiewskiej Akademii Choreografii. W 2006 dołączyła do zespołu baletowego Teatru Bolszoj, gdzie duże uznanie przyniosła jej między innymi rola Kitri w sztuce Don Kichot. W 2011 odeszła z Bolszoj, tłumacząc się chęcią odzyskania artystycznej swobody. W grudniu 2011 dołączyła do zespołu Teatru Michajłowskiego w Petersburgu.
Występowała gościnnie w zespole American Ballet Theatre, gdzie tańczyła główne role w Śpiącej królewnie oraz Don Kichocie, a także w londyńskim The Royal Ballet, gdzie tańczyła w Jeziorze Łabędzim. W 2013 została główną tancerką The Royal Ballet.